# Ученик Санты
«Ученик Санты» (англ. Santa's Apprentice; фр.  L'Apprenti Père Noel) — франко-австралийский анимационный фильм 2010 года.

## Сюжет
Старик Санта бодр, полон сил и не горит желанием покидать своё рабочее место, но правила диктуют следующее — он должен найти и воспитать себе замену. Мальчика выберут из сотен миллионов детей. Но есть ряд жёстких условий. Его должны звать Николасом, он должен быть сиротой и его сердце должно быть чистым и добрым. Такой ребёнок находится в Австралии.

## Персонажи
- Николас Барнсворч — главный протагонист фильма. 7-летний сирота из Сиднея, живущий в приюте. Очень добрый и честный. Боится высоты, но в конце фильма смог одолеть этот недостаток. Друг мальчика по имени Феликс. Будущий Санта Клаус.
- Санта Клаус — «рождественский дед», живущий на Северном Полюсе, дейтерагонист фильма. Развозит подарки для детей на своих санях, запряжённых оленями. Имеет свой собственный дом, фабрику, где его эльфы производят игрушки, волшебный шар из стекла, а также жену по имени Беатрис Лавджой. Проработал Сантой 178 лет. Очень любит Николаса.
- Николас Гринкроуч — главный антагонист фильма. Толстый хулиган из приюта, злой и жадный, очень завистливый. Хочет стать Сантой. С помощью волшебного шара, украденного им у Санты, превращает воспитательницу и детей из приюта в ёлочные игрушки, а также пытается превратить в игрушку и Николаса Барнсворча, которого Санта и выбрал своим учеником. Жесток, никого не любит. Но в конце фильма Санта помог ему найти свой путь и стать добрым.
- Феликс — 8-летний сирота из Сиднея, лучший друг Николаса Барнсворча. Добрый и честный афроавстралиец. В начале фильма его усыновляет па́ра добрых людей. Вскоре приёмного отца Феликса увольняют с работы и забирают у него дом за долги. Но Николас и Санта помогают Феликсу и его родителям. Санта превращает маленький игрушечный домик в большущий дом, и Феликс с родителями начинает жить там. Очень любит правду и Николаса. Имеет талисман — волшебную пуговицу от костюма Санта Клауса.
- Хамфри — глуповатый, пугливый и немного суетливый эльф, лучший помощник Санта Клауса на фабрике. Боится гнева Санты и старается вести себя услужливо. Боится, что его уволят.
- Уолтер — лучший северный олень Санты, главный из девяти оленей, везущих сани Санта Клауса. Носит на своих рогах гирлянды, что ещё раз подчёркивает его звание главного оленя Санты. Никогда ещё не возил сани Санты на Рождество, но в середине фильма удостоился такой почести. Неуклюж. Друг Николаса Барнсворча. Когда-то Уолтер был учеником оленя и у него не всё получалось. Но потом он поверил в себя и стал главным из оленей Санты. Его прототипом является рождественский олень Рудольф.
- Миссис Беатрис Лавджой — жена и помощница Санта Клауса. Отвечает за чистоту, выпечку, одежду и рождественские письма. Очень любит Санту, Николаса Барнсворча, оленей и эльфов (иногда она даже целует их, что придаёт им бодрости). Не любит ссор, но любит честность и готова всех помирить.
- Руфюс — маленький полярный медвежонок, подарок Николасу Барнсворчу на Рождество. Николас давно мечтал о таком медведе, увидев похожую на Руфюса игрушку в магазине. Добрый и смешной. Не умеет говорить. Часто улыбается. Был превращён Николасом Гринкроучем в ёлочную игрушку, а потом превратился обратно в медведя.
- Миссис Палмер — воспитательница приюта, добрая и улыбчивая. Очень смешная. Носит очки. Имеет высокую кудрявую причёску. Любит всех детей приюта, а также тишину и спокойствие. Терпеть не может ссор. Как и Руфюс, была превращена Николасом Барнсворчем в ёлочную игрушку, а потом превратилась обратно в саму себя. Очень вежливая и заботливая.
- Маленькая Беатрис — новая девочка в приюте, добрая и милая. Как только она увидела Николаса Барнсворча, она полюбила его, так как он помогал маленькому мальчику достать с высокого забора его игрушку, закинутую туда Николасом Гринкроучем. Очень переживает за Николаса, когда того забрал Санта. Дружит с Феликсом. Стала «счастливой звёздочкой», то есть возлюбленной и другом Николаса Барнсворча. Была превращена Николасом Гринкроучем в ёлочную игрушку, а потом превратилась обратно в девочку. В конце фильма улетела в мешке с подарками на Северный Полюс вместе с Сантой, Николасом и Руфюсом. Будущая Миссис Беатрис Лавджой.
- Эльфы — смешные зелёные человечки маленького роста, работающие на фабрике игрушек Санты. Носят красно-белые колпачки и голубые штанишки. Плачут и перестают работать, когда их не целует Миссис Беатрис Лавджой. Поцелуй придаёт им радости, бодрости и охоту к работе. Любят покушать рождественские сладости, но назвать обжорами их нельзя.
- Олени — восьмерка оленей (помимо Уолтера), которые возят сани Санты на Рождество.
- Кевин и Грэйз — дети из приюта, конфеты которых съел Николас Гринкроуч. Николас Барнсворч поделился конфетами с Кевином и Грэйзом, и те поблагодарили его.
- Супруги Розье — молодые супруги, которые усыновили Феликса. Вместе с ним они стали жить в большом доме в Америке. Но неожиданно Мистера Розье уволили с работы и забрали у него дом за долги. Семье в дождливый день пришлось переехать в старый трейлер. Супруги Розье опасались, что Феликса могут забрать обратно в приют, увидев в каких он живёт условиях. Но на Рождество к трейлеру на санях прилетели Санта и Николас Барнсворч. Санта превращает маленький игрушечный домик в гигантский дом, так что теперь Розье и Феликс имеют место жительства.
- Совет Санта Клаусов — совет Санта Клаусов — предшественников Санты, состоящий из семи Сант: Спорщика Санты, Комичного Санты, Сварливого Санты, Шотландского Санты, Викторианского Санты, Рассеянного Санты и Безумного Санты. Совет собрался в доме Санты для того, чтобы напомнить ему о том, что надо искать преемника. Также они искали возможного преемника по волшебному шару, который также является глобусом. В итоге они нашли преемника и, радостные, исчезли.
- Инспектор Джефф Сэмсон — толстый инспектор полиции, который арестовал Санту, подозревая его в краже Николаса Барнсворча. Думал, что борода Санты — подделка. Позже он поверил в Санту и отпустил его. Когда был маленьким мальчиком, то украл конфету из магазина. Хитрый и немного ленивый.
- Томас Галлахер — полный полицейский, который арестовал Санту, но позже поверил в него и отпустил. Когда он был маленьким, Санта подарил ему гоночную трассу, две морские рыбки и кубики.
- Джон Стивенс — худой полицейский, которые арестовал Санту, но позже поверил в него и отпустил. Когда ему было шесть лет, Санта подарил ему пластмассовые наручники, и теперь жалеет об этом (по словам самого Санты). Хитрый и глуповатый.

## Роли озвучивали
- Жюли Гайе — миссис Розье, мама Феликса
- Жан-Пьер Марьель — двойник Санты
- Лоран Дойч — Уолтер
- Пьер-Франсуа Мартен-Лаваль — Уолтер
- Бенуа Аллемане — Санта
- Изабель Мерго — миссис Палмер
- Лин Рено — Беатрис Лавджой

## Релиз
Премьера во Франции состоялась 24 ноября 2010 года. Англоязычная версия в Австралии вышла 10 ноября 2011 года (7 ноября следующего года состоялся выход на DVD). В США прокатом мультфильма занималась The Weinstein Company.

## Награды
В 2011 и 2014 годах мультфильм получил премию ЮНИСЕФ, был отмечен призом журнала Variety.

## Сиквел и спин-офф
В 2013 году Люк Винчигуэрра выпустил продолжение истории — «Ученик Санты и волшебная снежинка».
Существует также спин-офф — 52-серийный мультсериал «Помощник Санты», который какое-то время демонстрировался на телеканале «Карусель».